# 台灣國際扣件展
台灣國際扣件展（簡稱扣件展）是一項由經濟部國際貿易局主辦，中華民國對外貿易發展協會及台灣螺絲工業同業公會共同執行的螺絲國際專業展，最早是在2010年首度辦理，每兩年一屆於高雄辦理。
第一屆台灣國際扣件展於2010年10月19日至10月20日於高雄巨蛋舉辦，有186家廠商參展使用314個攤位。
第二屆於2012年3月13日至3月14日舉辦，並新增漢神巨蛋展館，有230家廠商參展使用416個攤位。
第三屆於2014年4月14日至4月15日於全新落成之高雄展覽館舉辦，有350家廠商參展使用850個攤位，同期辦理亞洲五地域螺絲協會交流大會。
第四屆於2016年4月11日至4月13日於高雄展覽館舉辦，匯集402家廠商參展使用1002個攤位，同期辦理國際扣件領袖高峰論壇，吸引1,996名國外買主到場參觀。
第五屆台灣國際扣件展於2018年4月10日至4月12日在高雄展覽館舉辦。

## 展覽緣起
台灣素有「螺絲螺帽王國」美譽，源自二次大戰結束後，台灣基礎工業剛起步，內外需求增加，螺絲工廠也因應而生，巔峰時年年蟬聯全球出口第一，占全球螺絲螺帽貿易量30%。目前全台有1,290家螺絲螺帽工廠，其中南部的高雄和台南家數最多，光是高雄路竹、岡山地區就有500家，產量及產值均占七成左右，因而獲得「螺絲窟」的美稱。近年因東南亞及中國大陸螺絲螺帽業者挾廉價勞工、大量生產的優勢，以低價產品策略搶佔全球市場，台灣業者逐漸轉型開發高品質、高附加價值產品，朝中高階產品方向發展，以避開大陸低階產品的競爭。
為協助國內業者升級及轉型，整合台灣生產聚落優勢，並開發國外市場訂單，在經濟部國貿局支持輔導下，中華民國對外貿易發展協會及台灣區螺絲工業同業公會於2010年在高雄舉辦台灣首次螺絲專業展台灣國際扣件展。

## 相關活動

### 一對一採購洽談會
是台灣國際專業展重要特色，由外貿協會駐外單位邀請或安排國外重量級買主來台參觀採購，並在展覽現場媒合需求相近的供應商與國外買主舉辦一對一洽談會，目的是為協助參展廠商爭取外銷訂單。

### 買主之夜
參展廠商與參觀展覽之買主的聯誼酒會，通常是在展覽第一天舉行，在「買主之夜」中，除了主舞台都會進行一連串的表演活動之外，周邊也會有藝術品攤位，提供參與者現場訂製，此外也包含特色美食的試吃等。

## 展覽歷史
第一屆（2010年10月19日─10月20日）
- 台灣國際扣件展在台灣區螺絲工業同業公會理事長陳明昭大力推動下，與外貿協會聯手合作，於10月19日至20日在高雄巨蛋展出。由於是睽違20年後首度為台灣螺絲產業量身打造的專業展，這項創舉十分轟動，開放報名5天攤位就爆滿，最終總計有190家廠商參展、使用320個攤位，展品項目涵蓋各式扣件產品、扣件生產製造設備、扣件工具、檢測儀器及相關產品／服務[2]。2天展覽共吸引1,488名國外買主進場參觀，國內外參觀人次合計高達17,000人次，成績斐然，為首屆辦理的扣件展奠定堅實的基礎[3]。

第二屆（2012年3月13日─3月14日）
- 第二屆扣件展於3月13至14日舉辦，因為第一屆展館高雄巨蛋空間已無法滿足廠商需求，特新開漢神巨蛋，二個展館共有230家廠商416個攤位，展出高度整合的扣件產業鏈，為全台唯一B2B扣件專業展[4]。此次來台的近一千六百位國際買主，來自六十五個國家，包含十多國的國際大廠，都是年營業額上億美元的重量級買主，他們先在會場參觀後，隨即舉行一對一洽談，不少買主更驅車前往岡山等地的扣件廠商，直接參觀生產線[5]。

第三屆（2014年4月14日─4月15日）
- 「第三屆台灣國際扣件展」，於2014年4月14日至15日於高雄展覽館舉辦，甫開放報名，一個月就將原規畫使用的高雄展覽館南館600個攤位用滿。最後總計接受350家廠商報名800個攤位，使該展晉升為全台最大、全球第3大的扣件專業展。[6]。

第四屆（2016年4月11日─4月13日）
- 「第四屆台灣國際扣件展」，於2016年4月11日至13日於高雄展覽館舉辦。

## 外部連結
- 台灣國際扣件展 （页面存档备份，存于）（英文）（繁體中文）
- 中華民國對外貿易發展協會（页面存档备份，存于）（英文）（繁體中文）
- 台灣區螺絲工業同業公會（英文）（繁體中文）